# Graham's Magazine

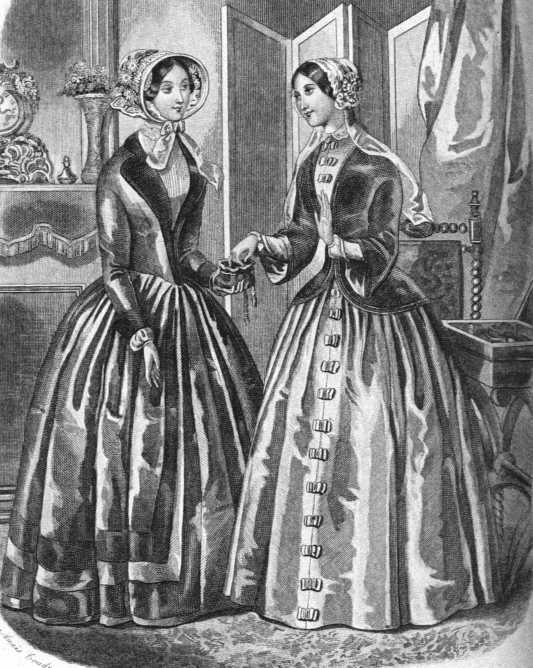
Gravure de mode d'une publication du Graham's Magazine en 1849.

Graham's Magazine, était une publication périodique du XIXe siècle. Créée par George Rex Graham en 1841 et basée à Philadelphie aux États-Unis, elle a disparu en 1858.

## Histoire
En décembre 1840, Graham venait d'acquérir Burton's Gentleman's Magazine pour 3 500 dollars, payant un dollar pour chacun de ses 3 500 abonnés, et l'a fusionné avec un autre magazine récemment acheté, Atkinson's Casket, qui ne comptait que 1 500 abonnés.

## Auteurs publiés
- Edgar Poe,
- Amelia B. Coppuck Welby,
- Rose Terry Cooke,
- William Cullen Bryant,
- Nathaniel Hawthorne,
- James Russell Lowell,
- Christopher Pearse Cranch (en),
- Fitz-Greene Halleck (en),
- George D. Prentice (en),
- Alice Cary,
- Horace Binney Wallace (en),
- Phoebe Cary,